# Hymenodiscus pusillus
Hymenodiscus pusillus is een tienarmige zeester uit de familie Brisingidae.
De wetenschappelijke naam van de soort werd, als Brisingella pusilla, in 1917 gepubliceerd door Walter Kenrick Fisher. De beschrijving was gebaseerd op één exemplaar dat was opgedregd van een diepte van 447 tot 510 vadem (817 - 933 meter) op bemonsteringsstation 4427 van onderzoeksschip Albatross, bij Santa Cruz Island.